# Lijst van rijksmonumenten in Son en Breugel
De gemeente Son en Breugel telt 6 inschrijvingen in het rijksmonumentenregister. Hieronder een overzicht. 

## Breugel
De plaats Breugel telt 3 inschrijvingen in het rijksmonumentenregister.
| Object                                            | Oorspronkelijke functie? | Bouwjaar  | Architect         | Locatie                | Coördinaten?                  | Nr.?   | Afbeelding             |
| ------------------------------------------------- | ------------------------ | --------- | ----------------- | ---------------------- | ----------------------------- | ------ | ---------------------- |
| Genoveva van Parijs, met begraafplaats H Genoveva | Kerk en kerkonderdeel    | 1450-1500 |                   | Sint Genovevastraat 14 | 51° 30' 48" NB, 5° 30' 21" OL | 34121  | Meer afbeeldingen      |
| Pieter Bruegelmonument                            | Gedenkteken              | 1926      | A.J. Kropholler   | Pieter Breugelplein    | 51° 31' 1" NB, 5° 29' 6" OL   | 518656 | Pieter Bruegelmonument |
| R.K. Pastorie                                     | Kerkelijke dienstwoning  | 1889      | Lambert Hezenmans | Sint Genovevastraat 16 | 51° 30' 48" NB, 5° 30' 19" OL | 518657 | R.K. Pastorie          |

## Son
De plaats Son telt 3 inschrijvingen in het rijksmonumentenregister.
| Object                                                                                                   | Oorspronkelijke functie?  | Bouwjaar | Architect | Locatie                          | Coördinaten?                  | Nr.?  | Afbeelding        |
| --- | ------------------------- | --- | --------- | -------------------------------- | ----------------------------- | ----- | ----------------- |
| Pand op haakse plattegrond                                                                               | Boerderij                 | rond 1650 |           | Dommelstraat 12                  | 51° 30' 40" NB, 5° 29' 44" OL | 34122 | Meer afbeeldingen |
| Petrus' Banden: Voormalige R.K. Kerk. Toren met overhoekse westelijke steunberen en zuidelijke traptoren | Kerk en kerkonderdeel     | vanaf 1446 1526: toren gereed op 29-12-1958 uitgebrand, het in 1960 en 1962 deels ingestorte schip in 1966 afgebroken 1975: toren gerestaureerd |           | Nieuwstraat bij 27 / Kerkplein 5 | 51° 30' 37" NB, 5° 29' 39" OL | 34123 | Meer afbeeldingen |
| Voormalig Raadhuis                                                                                       | Bestuursgebouw en onderdl | 1783 met rechtskamer en brandsluit (bouwjaar) 1920 (uitbreiding met raadszaal, postkantoor en gevangenis)                                       |           | Markt 1                          | 51° 30' 39" NB, 5° 29' 38" OL | 34124 | Meer afbeeldingen |

's-Hertogenbosch ·
Alphen-Chaam ·
Altena ·
Asten ·
Baarle-Nassau ·
Bergeijk ·
Bergen op Zoom ·
Bernheze ·
Best ·
Bladel ·
Boekel ·
Boxtel ·
Breda ·
Cranendonck ·
Deurne ·
Dongen ·
Drimmelen ·
Eersel ·
Eindhoven ·
Etten-Leur ·
Geertruidenberg ·
Geldrop-Mierlo ·
Gemert-Bakel ·
Gilze en Rijen ·
Goirle ·
Halderberge ·
Heeze-Leende ·
Helmond ·
Heusden ·
Hilvarenbeek ·
Laarbeek ·
Land van Cuijk ·
Loon op Zand ·
Maashorst ·
Meierijstad ·
Moerdijk ·
Nuenen, Gerwen en Nederwetten ·
Oirschot ·
Oisterwijk ·
Oosterhout ·
Oss ·
Reusel-De Mierden ·
Roosendaal ·
Rucphen ·
Sint-Michielsgestel ·
Someren ·
Son en Breugel ·
Steenbergen ·
Tilburg ·
Valkenswaard ·
Veldhoven ·
Vught ·
Waalre ·
Waalwijk ·
Woensdrecht ·
Zundert